# Glicina deshidrogenasa (citocromo)
La glicina deshidrogenasa (citocromo) (EC 1.4.2.1) es una enzima que cataliza la siguiente reacción química:
Por lo tanto los tres sustratos de esta clase de enzimas son glicina, agua, y un citocromo c oxidado (ferricitocromo); mientras que sus cuatro productos son glioxilato, amoníaco, un ferrocitocromo c (citocromo c reducido) y iones hidrógeno.

## Clasificación
Esta enzima pertenece a la familia de las oxidorreductasas, específicamente a aquellas oxidorreductasas que actúan sobre grupos CH-NH
2 utilizándolos como dadores de electrones y con un citocromo como aceptor.

## Nomenclatura
El nombre sistemático de esta clase de enzimas es glicina:ferricitocromo-c oxidorreductasa (desaminadora). Esta enzima también es llamada glicina---citocromo c reductasa.

## Papel biológico
Esta enzima participa en el metabolismo de la glicina, serina y treonina